# Cacopsylla albagena
Cacopsylla albagena är en insektsart som först beskrevs av Caldwell 1938.  Cacopsylla albagena ingår i släktet Cacopsylla och familjen rundbladloppor. Inga underarter finns listade i Catalogue of Life.